# Élections cantonales de 1934 en Ille-et-Vilaine
Les élections cantonales françaises de 1934 ont eu lieu les 7 et 14 octobre 1934.

## Assemblée départementale sortante
| Parti                                          | Sigle    | Élus |
| ---------------------------------------------- | -------- | ---- |
| Gauche (25 sièges)                             |          |      |
| Républicain de Gauche                          | Rép.G    | 11   |
| Radical indépendant                            | Rad.ind  | 7    |
| Radical-socialiste                             | Rad-Soc  | 5    |
| Section française de l'Internationale ouvrière | SFIO     | 1    |
| Parti républicain-socialiste                   | Rép-Soc  | 1    |
| Droite (18 sièges)                             |          |      |
| Conservateur                                   | Conserv. | 9    |
| Fédération républicaine                        | URD      | 8    |
| Parti démocrate populaire                      | PDP      | 1    |
| Président du conseil général                   |          |      |
| Jean-Marie Maugère (Républicain de gauche)     |          |      |

## Assemblée départementale élue
| Parti                                          | Sigle    | Élus   |
| ---------------------------------------------- | -------- | ------ |
| Gauche (24 sièges)                             |          |        |
| Républicain de Gauche                          | Rép.G    | 10 ↓ 1 |
| Radical indépendant                            | Rad.ind  | 7      |
| Radical-socialiste                             | Rad-Soc  | 5      |
| Section française de l'Internationale ouvrière | SFIO     | 1      |
| Parti républicain-socialiste                   | Rép-Soc  | 1      |
| Droite (19 sièges)                             |          |        |
| Conservateur                                   | Conserv. | 10 ↑ 1 |
| Fédération républicaine                        | URD      | 8      |
| Parti démocrate populaire                      | PDP      | 1      |
| Président du conseil général                   |          |        |
| Jean-Marie Maugère (Républicain de gauche)     |          |        |

## Résultats pour le conseil général

### Arrondissement de Rennes

#### Canton de Rennes-Nord-Ouest
|          | Étienne Pinault * | PDP-URD    | 2 701 | 56,40 |  |  |
|          | Albert Aubry      | SFIO       | 1 961 | 40,95 |  |  |
|          | Jean Rouault      | Communiste | 127   | 2,65  |  |  |
|          |                   |            |       |       |  |  |
| Inscrits | Inscrits          | Inscrits   | 7 033 |       |  |  |
| Votants  | Votants           | Votants    | 4 914 | 69,87 |  |  |
| Exprimés | Exprimés          | Exprimés   | 4 789 | 97,46 |  |  |

*sortant

#### Canton de Rennes-Sud-Ouest
|          | Jean-Marie Maugère * | Républicain de gauche | 2 671 | 86,05 |  |  |
|          | Henri Delannoy       | Communiste            | 371   | 11,95 |  |  |
|          |                      |                       |       |       |  |  |
| Inscrits | Inscrits             | Inscrits              | 5 875 |       |  |  |
| Votants  | Votants              | Votants               | 3 583 | 60,99 |  |  |
| Exprimés | Exprimés             | Exprimés              | 3 104 | 86,63 |  |  |

*sortant

#### Canton de Hédé
|          | Ernest Allix * | Radical-socialiste (ex Radical indépendant) | 1 072 | 55,66 |  |  |
|          | Albert Loncle  | Républicain de gauche                       | 612   | 31,78 |  |  |
|          | Daniel Hugues  | Mutilé de guerre                            | 224   | 11,63 |  |  |
|          |                |                                             |       |       |  |  |
| Inscrits | Inscrits       | Inscrits                                    | 2 150 |       |  |  |
| Votants  | Votants        | Votants                                     | 1 996 | 92,84 |  |  |
| Exprimés | Exprimés       | Exprimés                                    | 1 926 | 96,49 |  |  |

*sortant

#### Canton de Liffré
|          | Jean-Marie Pavy * | URD      | 1 616 | 89,43 |  |  |
|          |                   |          |       |       |  |  |
| Inscrits | Inscrits          | Inscrits | 2 456 |       |  |  |
| Votants  | Votants           | Votants  | 1 847 | 75,20 |  |  |
| Exprimés | Exprimés          | Exprimés | 1 704 | 92,26 |  |  |

*sortant

#### Canton de Saint-Aubin-d'Aubigné
Adolphe Herbert (Radical indépendant) élu depuis 1927 est mort en fin d'année 1931.
Amand Brionne (Radical-socialiste) est élu lors de la partielle qui suit le 28 février 1932.
|          | Amand Brionne * | Radical-socialiste | 2 555  | 89,43 |  |  |
|          |                 |                    |        |       |  |  |
| Inscrits | Inscrits        | Inscrits           | ~3 800 |       |  |  |
| Votants  | Votants         | Votants            | 2 857  | 75,18 |  |  |
| Exprimés | Exprimés        | Exprimés           | 2 609  | 91,32 |  |  |

*sortant

### Arrondissement de Saint-Malo

#### Canton de Cancale
Charles Guernier a été président du Conseil Général entre 1921 et 1924.
|          | Charles Guernier * | Radical indépendant | 1 874 | 81,66 |  |  |
|          |                    |                     |       |       |  |  |
| Inscrits | Inscrits           | Inscrits            | 4 006 |       |  |  |
| Votants  | Votants            | Votants             | 2 295 | 57,29 |  |  |
| Exprimés | Exprimés           | Exprimés            | 1 935 | 84,31 |  |  |

*sortant

#### Canton de Combourg
|          | Émile Bohuon * | Radical indépendant (ex Républicain de gauche) | 2 023 | 86,75 |  |  |
|          | Robert Surcouf | Radical-socialiste                             | 298   | 12,78 |  |  |
|          |                |                                                |       |       |  |  |
| Inscrits | Inscrits       | Inscrits                                       | 3 818 |       |  |  |
| Votants  | Votants        | Votants                                        | 2 557 | 66,97 |  |  |
| Exprimés | Exprimés       | Exprimés                                       | 2 332 | 91,20 |  |  |

*sortant

#### Canton de Pleine-Fougères
Louis Guyon (Radical-Socialiste) élu depuis 1928 ne se représente pas.
|          | Serge Gas | Radical indépendant | 1 567 | 80,03 |  |  |
|          |           |                     |       |       |  |  |
| Inscrits | Inscrits  | Inscrits            | 3 128 |       |  |  |
| Votants  | Votants   | Votants             | 1 958 | 62,60 |  |  |
| Exprimés | Exprimés  | Exprimés            | 1 624 | 82,94 |  |  |

*sortant

#### Canton de Saint-Servan
Léonce Demalvilain (Républicain de gauche) élu depuis 1928 est mort en 1933.
Michel Charpentier (Républicain de gauche) est élu lors de la partielle qui suit.
François Rumiac (SFIO) s'est retiré avant le premier tour.
| Candidats | Candidats            | Étiquette             | Premier tour | Premier tour | Ballotage | Ballotage |
| Candidats | Candidats            | Étiquette             | Voix         | %            | Voix      | %         |
| --------- | -------------------- | --------------------- | ------------ | ------------ | --------- | --------- |
|           | Eugène Guéguen       | URD                   | 1 259        | 49,88        | 1 306     | 47,75     |
|           | Michel Charpentier * | Républicain de gauche | 1 079        | 42,75        | 1 429     | 52,25     |
|           | François Rumiac      | SFIO                  | 184          | 7,29         |           |           |
|           |                      |                       |              |              |           |           |
| Inscrits  | Inscrits             | Inscrits              | 3 634        |              | 3 635     |           |
| Votants   | Votants              | Votants               | 2 545        | 70,03        | 2 763     | 76,01     |
| Exprimés  | Exprimés             | Exprimés              | 2 524        | 99,18        | 2 735     | 98,99     |

*sortant

### Arrondissement de Fougères

#### Canton de Fougères-Sud
|          | Étienne Le Poullen * | URD        | 2 341 | 85,13 |  |  |
|          | Jean Lemarié         | Communiste | 387   | 14,07 |  |  |
|          |                      |            |       |       |  |  |
| Inscrits | Inscrits             | Inscrits   | 4 150 |       |  |  |
| Votants  | Votants              | Votants    | 3 065 | 73,86 |  |  |
| Exprimés | Exprimés             | Exprimés   | 2 750 | 89,72 |  |  |

*sortant

#### Canton de Louvigné-du-Désert
|          | Ambroise de Montigny * | URD      | 1 562 | 66,67 |  |  |
|          | Ferdinand Ameline      | URD      | 508   | 21,68 |  |  |
|          | Jean Patin             | SFIO     | 268   | 11,44 |  |  |
|          |                        |          |       |       |  |  |
| Inscrits | Inscrits               | Inscrits | 2 939 |       |  |  |
| Votants  | Votants                | Votants  | 2 407 | 81,90 |  |  |
| Exprimés | Exprimés               | Exprimés | 2 343 | 97,34 |  |  |

*sortant

#### Canton de Saint-Brice-en-Coglès
Joseph Bucheron (Républicain de gauche) élu depuis 1928 ne se représente pas.
|          | André Fèvre | Radical indépendant | 2 402 | 86,87 |  |  |
|          |             |                     |       |       |  |  |
| Inscrits | Inscrits    | Inscrits            | 3 469 |       |  |  |
| Votants  | Votants     | Votants             | 2 765 | 79,71 |  |  |
| Exprimés | Exprimés    | Exprimés            | 2 539 | 91,83 |  |  |

*sortant
*sortant

### Arrondissement de Vitré

#### Canton de Vitré-Ouest
Pierre Poupard (Conservateur) élu depuis 1928 est décédé.
|          | Marcel Rupied     | Conservateur (*)              | 1 401 | 58,25 |  |  |
|          | Armand Le Douarec | PDP                           | 733   | 30,48 |  |  |
|          | Jean du Pontavice | Conservateur-Action française | 266   | 11,06 |  |  |
|          |                   |                               |       |       |  |  |
| Inscrits | Inscrits          | Inscrits                      | 2 916 |       |  |  |
| Votants  | Votants           | Votants                       | 2 504 | 85,87 |  |  |
| Exprimés | Exprimés          | Exprimés                      | 2 405 | 96,05 |  |  |

*sortant

#### Canton de Chateaubourg
Pierre Langouët (URD) élu depuis 1919 ne se représente pas.
|          | Félix Bobille     | Conservateur | 885   | 60,95 |  |  |
|          | Pierre Langouët * | URD          | 567   | 39,05 |  |  |
|          |                   |              |       |       |  |  |
| Inscrits | Inscrits          | Inscrits     | 1 674 |       |  |  |
| Votants  | Votants           | Votants      | 1 481 | 88,47 |  |  |
| Exprimés | Exprimés          | Exprimés     | 1 452 | 98,04 |  |  |

*sortant

#### Canton de Retiers
Alphonse Richard (Républicain de gauche) élu depuis 1893 démissionne en 1932.
Pierre Bellanger (Républicain de gauche) est élu lors de la partielle qui suit le sept aout 1932.
|          | Pierre Bellanger * | Républicain de gauche | 1 921 | 73,80 |  |  |
|          |                    |                       |       |       |  |  |
| Inscrits | Inscrits           | Inscrits              | 3 666 |       |  |  |
| Votants  | Votants            | Votants               | 2 603 | 71,00 |  |  |
| Exprimés | Exprimés           | Exprimés              | 2 029 | 77,95 |  |  |

*sortant

### Arrondissement de Redon

#### Canton de Bain-de-Bretagne
|          | Constant Hubert * | Conservateur        | 1 827 | 57,18 |  |  |
|          | Jules Jouin       | Radical indépendant | 1 349 | 42,22 |  |  |
|          |                   |                     |       |       |  |  |
| Inscrits | Inscrits          | Inscrits            | 4 127 |       |  |  |
| Votants  | Votants           | Votants             | 3 372 | 81,71 |  |  |
| Exprimés | Exprimés          | Exprimés            | 3 195 | 94,75 |  |  |

*sortant

#### Canton de Grand-Fougeray
|          | Charles Chupin * | Conservateur | 1 328 | 93,79 |  |  |
|          |                  |              |       |       |  |  |
| Inscrits | Inscrits         | Inscrits     | 1 800 |       |  |  |
| Votants  | Votants          | Votants      | 1 416 | 78,67 |  |  |
| Exprimés | Exprimés         | Exprimés     | 1 329 | 93,86 |  |  |

*sortant

#### Canton de Pipriac
|          | Arsène de Tanouarn * | Conservateur | 2 791  | 95,78 |  |  |
|          |                      |              |        |       |  |  |
| Inscrits | Inscrits             | Inscrits     | ~4 000 |       |  |  |
| Votants  | Votants              | Votants      | 2 914  | 72,85 |  |  |
| Exprimés | Exprimés             | Exprimés     | 2 800  | 96,09 |  |  |

*sortant

#### Canton du Sel-de-Bretagne
|          | Jean-Marie Douëssin *   | Républicain de gauche | 665   | 51,67 |  |  |
|          | Pierre-Marie Marsollier | URD                   | 622   | 48,33 |  |  |
|          |                         |                       |       |       |  |  |
| Inscrits | Inscrits                | Inscrits              | 1 485 |       |  |  |
| Votants  | Votants                 | Votants               | 1 338 | 90,10 |  |  |
| Exprimés | Exprimés                | Exprimés              | 1 287 | 96,19 |  |  |

*sortant

### Arrondissement de Montfort

#### Canton de Bécherel
|          | Constant Gendrot * | Républicain de gauche | 1 514 | 84,82 |  |  |
|          |                    |                       |       |       |  |  |
| Inscrits | Inscrits           | Inscrits              | 2 325 |       |  |  |
| Votants  | Votants            | Votants               | 1 785 | 76,78 |  |  |
| Exprimés | Exprimés           | Exprimés              | 1 613 | 90,36 |  |  |

*sortant

#### Canton de Plélan-le-Grand
Olivier Pinson n'est pas candidat.
|          | Albert Desbois * | Républicain de gauche | 1 884 | 82,31 |  |  |
|          | Olivier Pinson   | URD                   | 78    | 3,86  |  |  |
|          |                  |                       |       |       |  |  |
| Inscrits | Inscrits         | Inscrits              | 3 379 |       |  |  |
| Votants  | Votants          | Votants               | 2 289 | 67,94 |  |  |
| Exprimés | Exprimés         | Exprimés              | 2 019 | 88,21 |  |  |

*sortant

## Résultats pour les conseils d'arrondissements

### Arrondissement de Rennes

#### Canton de Rennes-Nord-Est
- Conseiller sortant : Paul Robert (Conservateur), élu depuis 1928.

|          | Paul Robert *      | Conservateur | 2 974 | 67,56 |  |  |  |
|          | Pierre Becdelièvre | JR - PDP     | 990   | 22,49 |  |  |  |
|          | Joseph Chevillon   | Communiste   | 436   | 9,91  |  |  |  |
|          |                    |              |       |       |  |  |  |
| Inscrits | Inscrits           | Inscrits     | 7 343 |       |  |  |  |
| Votants  | Votants            | Votants      | 4 679 | 63,72 |  |  |  |
| Exprimés | Exprimés           | Exprimés     | 4 402 | 94,08 |  |  |  |

*sortant

#### Canton de Rennes-Sud-Est
- Conseiller sortant : Isidore David[4] (SFIO), élu depuis 1928, qui ne se représente pas.

| Candidats | Candidats        | Étiquette             | Premier tour | Premier tour | Ballotage | Ballotage |  |
| Candidats | Candidats        | Étiquette             | Voix         | %            | Voix      | %         |  |
| --------- | ---------------- | --------------------- | ------------ | ------------ | --------- | --------- |  |
|           | Honoré Commeurec | SFIO                  | 2 593        | 48,29        | 3 032     | 53,39     |  |
|           | Gustave Dupuy    | Républicain de gauche | 2 359        | 43,93        | 2 644     | 46,56     |  |
|           | Émile Drouillas  | Communiste            | 418          | 7,78         |           |           |  |
|           |                  |                       |              |              |           |           |  |
| Inscrits  | Inscrits         | Inscrits              | 8 674        |              | 8 674     |           |  |
| Votants   | Votants          | Votants               | 5 584        | 64,38        | 5 775     | 66,58     |  |
| Exprimés  | Exprimés         | Exprimés              | 5 370        | 96,17        | 5 679     | 98,34     |  |

*sortant

#### Canton de Châteaugiron
- Conseiller sortant : Francois Delalande (URD), élu depuis 1930 qui ne se représente pas.

- Jean-Baptiste Gendry (Républicain de gauche) est élu conseiller général en septembre 1930. Lors de la partielle du 26 octobre, Francois Delalande (URD) est élu.

|          | Joseph Pannetier | URD                   | 1 140 | 62,02 |  |  |  |
|          | Désiré Martin    | Républicain de gauche | 620   | 33,73 |  |  |  |
|          |                  |                       |       |       |  |  |  |
| Inscrits | Inscrits         | Inscrits              | 2 246 |       |  |  |  |
| Votants  | Votants          | Votants               | 1 946 | 86,64 |  |  |  |
| Exprimés | Exprimés         | Exprimés              | 1 838 | 94,45 |  |  |  |

*sortant

#### Canton de Janzé
- Conseiller sortant : Désiré Arondel (Conservateur), élu depuis 1928.

|          | Désiré Arondel * | Conservateur        | 1 467 | 61,87 |  |  |  |
|          | Ambroise Louvel  | Radical indépendant | 901   | 38,00 |  |  |  |
|          |                  |                     |       |       |  |  |  |
| Inscrits | Inscrits         | Inscrits            | 2 933 |       |  |  |  |
| Votants  | Votants          | Votants             | 2 435 | 83,02 |  |  |  |
| Exprimés | Exprimés         | Exprimés            | 2 371 | 97,37 |  |  |  |

*sortant

#### Canton de Mordelles
- Conseiller sortant : Henri de Freslon (Conservateur), élu depuis 1919.

|          | Henri de Freslon * | Conservateur | 1 175 | 90,80 |  |  |  |
|          |                    |              |       |       |  |  |  |
| Inscrits | Inscrits           | Inscrits     | 1 775 |       |  |  |  |
| Votants  | Votants            | Votants      | 1 294 | 72,90 |  |  |  |
| Exprimés | Exprimés           | Exprimés     | 1 187 | 91,73 |  |  |  |

*sortant

### Ancien arrondissement de Montfort

#### Canton de Montfort-sur-Meu
- Conseillers sortants : Julien Marquer (Républicain de gauche), élu depuis 1922 et Auguste Berthelot (URD), élu depuis 1931 qui ne se représente pas.

|          | Théophile Bouvier | URD                   | 1 974 | 85,68 |  |  |  |
|          | Julien Marquer *  | Républicain de gauche | 1 910 | 82,90 |  |  |  |
|          |                   |                       |       |       |  |  |  |
| Inscrits | Inscrits          | Inscrits              | 3 564 |       |  |  |  |
| Votants  | Votants           | Votants               | 2 304 | 64,65 |  |  |  |
| Exprimés | Exprimés          | Exprimés              | 2 152 | 93,40 |  |  |  |

*sortant

#### Canton de Montauban-de-Bretagne
- Conseiller sortant : Louis Rouault (Conservateur), élu depuis 1928.

|          | Louis Rouault * | Conservateur          | 1 081 | 67,39 |  |  |  |
|          | Édouard Cotto   | Républicain de gauche | 413   | 25,75 |  |  |  |
|          |                 |                       |       |       |  |  |  |
| Inscrits | Inscrits        | Inscrits              | 2 174 |       |  |  |  |
| Votants  | Votants         | Votants               | 1 610 | 74,06 |  |  |  |
| Exprimés | Exprimés        | Exprimés              | 1 604 | 99,63 |  |  |  |

*sortant

#### Canton de Saint-Méen-le-Grand
- Conseillers sortants : Alexandre Villandre (Républicain de gauche), élu depuis 1919 qui ne se représente pas et Mathurin Duval (URD) élus depuis 1931.

|          | Mathurin Duval * | PDP - URD | 1 821 | 78,05 |  |  |  |
|          | Joseph Garel     | URD       | 1 695 | 72,65 |  |  |  |
|          |                  |           |       |       |  |  |  |
| Inscrits | Inscrits         | Inscrits  | 2 969 |       |  |  |  |
| Votants  | Votants          | Votants   | 2 333 | 78,58 |  |  |  |
| Exprimés | Exprimés         | Exprimés  | 1 972 | 84,53 |  |  |  |

*sortant

### Ancien arrondissement de Vitré

#### Canton de Vitré-Est
- Conseillers sortants : Hippolyte de Montcuit (Conservateur), élu depuis 1931 et Jean-Baptiste Bonhomme (URD), élu depuis 1931.

- Alexis Méhaignerie (père) (), élu depuis 1925 est élu conseiller général lors du renouvellement de 1931. Hippolyte de Montcuit (Conservateur) (qui avait été conseiller de 1919 à 1928) est élu lors de la partielle du 20 décembre 1931 pour le remplacer.

|          | Jean-Baptiste Bonhomme * | URD          | 2 227 | 83,57 |  |  |  |
|          | Hippolyte de Montcuit *  | Conservateur | 82,89 | 67,39 |  |  |  |
|          |                          |              |       |       |  |  |  |
| Inscrits | Inscrits                 | Inscrits     | 3 404 |       |  |  |  |
| Votants  | Votants                  | Votants      | 2 665 | 78,29 |  |  |  |
| Exprimés | Exprimés                 | Exprimés     | 2 292 | 86,00 |  |  |  |

*sortant

#### Canton d'Argentré-du-Plessis
- Conseiller sortant : Paul Orhand (Républicain de gauche), élu depuis 1928, qui ne se représente pas.

|          | Antoine de Sallier-Dupin | Conservateur | 2 013 | 88,95 |  |  |  |
|          |                          |              |       |       |  |  |  |
| Inscrits | Inscrits                 | Inscrits     | 2 836 |       |  |  |  |
| Votants  | Votants                  | Votants      | 2 263 | 79,80 |  |  |  |
| Exprimés | Exprimés                 | Exprimés     | 2 050 | 90,59 |  |  |  |

*sortant

#### Canton de la Guerche-de-Bretagne
- Conseillers sortants : Jean Peltier (Républicain de gauche), élu depuis 1931 et Émile Hévin (fils) (URD), élu depuis 1920.

|          | Émile Hévin (fils) * | URD                   | 1 880 | 73,96 |  |  |  |
|          | Jean Peltier *       | Républicain de gauche | 1 841 | 72,46 |  |  |  |
|          |                      |                       |       |       |  |  |  |
| Inscrits | Inscrits             | Inscrits              | 3 328 |       |  |  |  |
| Votants  | Votants              | Votants               | 2 542 | 76,38 |  |  |  |
| Exprimés | Exprimés             | Exprimés              | 2 159 | 84,93 |  |  |  |

*sortant

### Arrondissement de Saint-Malo

#### Canton de Saint-Malo
- Conseiller sortant : François Noury (URD), élu depuis 1928.

|          | François Noury * | URD                | 2 085 | 53,68 |  |  |  |
|          | Alain Leborgne   | SFIO               | 1 054 | 27,14 |  |  |  |
|          | Jean Savatte     | Radical-socialiste | 745   | 19,18 |  |  |  |
|          |                  |                    |       |       |  |  |  |
| Inscrits | Inscrits         | Inscrits           | 5 368 |       |  |  |  |
| Votants  | Votants          | Votants            | 3 952 | 73,62 |  |  |  |
| Exprimés | Exprimés         | Exprimés           | 3 884 | 98,28 |  |  |  |

*sortant

#### Canton de Châteauneuf-d'Ille-et-Vilaine
- Conseiller sortant : Charles Cron (Radical indépendant), élu depuis 1928.

|          | François Rouvrais | URD                 | 1 041 | 59,73 |  |  |  |
|          | Charles Cron *    | Radical indépendant | 667   | 38,27 |  |  |  |
|          | Jean Rochebrun    | SFIO                | 35    | 2,01  |  |  |  |
|          |                   |                     |       |       |  |  |  |
| Inscrits | Inscrits          | Inscrits            | 2 607 |       |  |  |  |
| Votants  | Votants           | Votants             | 1 823 | 69,93 |  |  |  |
| Exprimés | Exprimés          | Exprimés            | 1 743 | 95,61 |  |  |  |

*sortant

#### Canton de Dinard
- Conseiller sortant : Marcel Degonzague (PDP - URD), élu depuis 1928, qui ne se représente pas.

|          | Alexandre Lenoir | Radical-socialiste | 1 585 | 53,55 |  |  |  |
|          | Gaston Bronner   | URD                | 1 144 | 38,65 |  |  |  |
|          | Émile Michel     | SFIO               | 212   | 7,16  |  |  |  |
|          |                  |                    |       |       |  |  |  |
| Inscrits | Inscrits         | Inscrits           | 4 570 |       |  |  |  |
| Votants  | Votants          | Votants            | 3 040 | 66,52 |  |  |  |
| Exprimés | Exprimés         | Exprimés           | 2 960 | 97,37 |  |  |  |

*sortant

#### Canton de Dol-de-Bretagne
- Conseiller sortant : Pierre Contin (URD), élu depuis 1928.

|          | Pierre Contin *  | URD                 | 1 461 | 55,55 |  |  |  |
|          | Victor Compagnon | Radical indépendant | 1 163 | 44,22 |  |  |  |
|          |                  |                     |       |       |  |  |  |
| Inscrits | Inscrits         | Inscrits            | 3 578 |       |  |  |  |
| Votants  | Votants          | Votants             | 2 686 | 75,07 |  |  |  |
| Exprimés | Exprimés         | Exprimés            | 2 630 | 97,92 |  |  |  |

*sortant

#### Canton de Tinténiac
- Conseiller sortant : Henri Aubry (Radical indépendant), élu depuis 1931.

- Henri Aubry (Républicain de gauche), élu depuis 1928 devient conseiller général et démissionne le 30 juin 1931. Lors de la partielle du 2 aout, Théodore Horvais (Radical indépendant) est élu.

|          | Théodore Horvais | Radical indépendant | 920   | 76,48 |  |  |  |
|          |                  |                     |       |       |  |  |  |
| Inscrits | Inscrits         | Inscrits            | 2 354 |       |  |  |  |
| Votants  | Votants          | Votants             | 1 203 | 51,11 |  |  |  |
| Exprimés | Exprimés         | Exprimés            | 920   | 76,48 |  |  |  |

*sortant

### Arrondissement de Fougères
- Il doit y avoir au moins neuf conseillers par arrondissement, celui de Fougères ne comptant que six cantons, trois sièges sont ajoutés aux cantons les plus peuplés.

#### Canton de Fougères-Nord
- Conseillers sortants : Henri Le Bouteiller (Conservateur), élu depuis 1910 qui se présente au Conseil Général, et Albert Durand (URD), élu depuis 1927.

|          | Albert Durand * | Conservateur (Ex URD) | 3 553 | 77,58 |  |  |  |
|          | Pierre Guérin   | Conservateur          | 3 464 | 75,63 |  |  |  |
|          |                 |                       |       |       |  |  |  |
| Inscrits | Inscrits        | Inscrits              | 5 955 |       |  |  |  |
| Votants  | Votants         | Votants               | 4 580 | 76,91 |  |  |  |
| Exprimés | Exprimés        | Exprimés              | 3 949 | 86,22 |  |  |  |

*sortant

#### Canton d'Antrain
- Conseillers sortants : Raoul Lahogue (Républicain de gauche), élu depuis 1931, et Jean-Louis Berthelot (Radical indépendant) élu depuis 1919.

|          | Raoul Lahogue *        | Républicain de gauche  | 1 403 | 52,14 |  |  |  |
|          | Jean-Louis Berthelot * | Radical indépendant    | 1 353 | 50,28 |  |  |  |
|          |                        |                        |       |       |  |  |  |
|          | Auguste Lefrançois     | Défense paysanne - URD | 1 301 | 48,35 |  |  |  |
|          |                        |                        |       |       |  |  |  |
| Inscrits | Inscrits               | Inscrits               | 3 440 |       |  |  |  |
| Votants  | Votants                | Votants                | 2 766 | 80,41 |  |  |  |
| Exprimés | Exprimés               | Exprimés               | 2 691 | 97,29 |  |  |  |

*sortant

#### Canton de Saint-Aubin-du-Cormier
- Conseiller sortant : Pierre Legrand (Républicain de gauche), élu depuis 1931.

- Pierre Morel (Républicain de gauche), élu depuis 1919 devient conseiller général lors du renouvellement de 1931. Lors de la partielle du 29 novembre de cette année-là, Pierre Legrand (Républicain de gauche) est élu.

|          | Pierre Legrand * | Républicain de gauche | 1 407 | 89,11 |  |  |  |
|          |                  |                       |       |       |  |  |  |
| Inscrits | Inscrits         | Inscrits              | 2 249 |       |  |  |  |
| Votants  | Votants          | Votants               | 1 579 | 70,21 |  |  |  |
| Exprimés | Exprimés         | Exprimés              | 1 451 | 91,89 |  |  |  |

*sortant

### Arrondissement de Redon
- Il doit y avoir au moins neuf conseillers par arrondissement, celui de Redon ne comptant que sept cantons, deux sièges sont ajoutés à chacun des cantons les plus peuplés.

#### Canton de Redon
- Conseillers sortants : Eugène Simon (URD) et Julien Danard (URD) qui ne se représente pas, élus depuis 1919.

|          | Eugène Simon *            | URD          | 2 175 | 79,70 |  |  |  |
|          | Yvonnick de Saint-Germain | Conservateur | 2 120 | 77,68 |  |  |  |
|          |                           |              |       |       |  |  |  |
| Inscrits | Inscrits                  | Inscrits     | 4 157 |       |  |  |  |
| Votants  | Votants                   | Votants      | 2 729 | 65,65 |  |  |  |
| Exprimés | Exprimés                  | Exprimés     | 2 304 | 84,43 |  |  |  |

*sortant

#### Canton de Bain-de-Bretagne
- Conseillers sortants : Jules Jouin (Radical indépendant), élu depuis 1907 et Jean Perrin (Républicain de gauche), élu depuis 1919.

- Élection partielle due au décès de Jean Perrin.

|          | Joseph Belmont | PDP - URD           | 1 926 | 63,02 |  |  |  |
|          | Francis Paitel | Radical indépendant | 1 130 | 36,98 |  |  |  |
|          |                |                     |       |       |  |  |  |
| Inscrits | Inscrits       | Inscrits            | 4 127 |       |  |  |  |
| Votants  | Votants        | Votants             | 3 346 | 81,08 |  |  |  |
| Exprimés | Exprimés       | Exprimés            | 3 056 | 91,33 |  |  |  |

*sortant

#### Canton de Guichen
- Conseiller sortant : Constant Moquet (Radical indépendant), élu depuis 1925.

|          | Constant Moquet * | Radical indépendant | 1 489 | 55,33 |  |  |  |
|          | Dr Vatar          | Conservateur        | 1 202 | 44,67 |  |  |  |
|          |                   |                     |       |       |  |  |  |
| Inscrits | Inscrits          | Inscrits            | 3 626 |       |  |  |  |
| Votants  | Votants           | Votants             | 2 799 | 77,19 |  |  |  |
| Exprimés | Exprimés          | Exprimés            | 2 691 | 96,14 |  |  |  |

*sortant

#### Canton de Maure-de-Bretagne
- Conseiller sortant : Jean-Marie Barre (Conservateur), élu depuis 1919, qui ne se représente pas.

- Jean Barre est son fils.

|          | Jean Barre (fils) * | URD      | 1 692 | 92,61 |  |  |  |
|          |                     |          |       |       |  |  |  |
| Inscrits | Inscrits            | Inscrits | 2 521 |       |  |  |  |
| Votants  | Votants             | Votants  | 1 827 | 72,47 |  |  |  |
| Exprimés | Exprimés            | Exprimés | 1 714 | 93,82 |  |  |  |

*sortant